# Ораціо Ранкаті
Ораціо Ранкаті (італ. Orazio Rancati, 9 березня 1940, Морбеньо — 17 жовтня 2023) — італійський футболіст, що грав на позиції півзахисника. По завершенні ігрової кар'єри — футбольний тренер.
Виступав, зокрема, за «Інтернаціонале» та «Парму», а також олімпійську збірну Італії.

## Клубна кар'єра
Розпочав грати у футбол в «Інтернаціонале», за який 18 жовтня 1959 року дебютував у Серії А в матчі проти «Фіорентини» (2:0). Всього в тому сезоні взяв участь в 11 матчах Серії А, які так і залишилися для нього єдиними у вищому дивізіоні. Оскільки у наступному сезоні Ораціо зіграв лише 3 травня 1961 року в півфінальному матчі на Кубок ярмарків з англійським «Бірмінгем Сіті» (0:1). Загалом за «Інтер» зіграв 13 матчів (11 у чемпіонаті, 1 в єврокубках і 1 в Кубок Італії) і забив 4 голи (всі в чемпіонаті).
У наступному сезоні Ранкаті разом з трьома одноклубниками, Лівіо Фонгаро, Маріо Да Поццо і Едді Фірмані, перейшов в «Дженоа» з Серії Б, проте надовго в клубі не затримався і вже в листопаді 1961 року перейшов в «Реджяну», що виступа в тому ж дивізіоні.
Згодом грав у складі низки нижчолігових клубів, проте ніде надовго не затримувався.
Привернув увагу представників тренерського штабу клубу «Парма», до складу якого приєднався 1969 року. Відіграв за пармську команду наступні три сезони своєї ігрової кар'єри. Більшість часу, проведеного у складі «Парми», був основним гравцем команди. В новому клубі був серед найкращих голеодорів, відзначаючись забитим голом в середньому щонайменше у кожній третій грі чемпіонату.
Протягом сезону 1972/73 років захищав кольори клубу «Асті» з Серії D, після чого завершив ігрову кар'єру.

## Виступи за збірну
1960 року захищав кольори олімпійської збірної Італії. У складі цієї команди провів 2 матчі на домашньому футбольному турнірі Олімпійських ігор проти Бразилії і Югославії, а італійці зайняли четверте місце.

## Кар'єра тренера
Розпочав тренерську кар'єру 1977 року, очоливши тренерський штаб нижчолігового клубу «Сондріо», з яким пропрацював 10 років, а 1977 року навіть недовго був граючим тренером.